# Racing 92
Il Racing 92 (fino al 2015 Racing Métro 92) è un club francese di rugby a 15 che milita nel Top 14, la massima divisione nazionale. Durante la sua storia ha conquistato sei titoli di campione di Francia (1892, 1899-1900, 1901-02, 1958-59, 1989-90, 2015-16).
È nato nel 2001 dalla fusione del Racing Club de France, prestigioso club fondato nel 1890, con la polisportiva US Métro. La fusione ha riguardato solamente il rugby professionistico, mentre gli amatori continuano a giocare con le rispettive squadre originarie. Il numero 92 del nome è legato al codice identificativo del dipartimento Hauts-de-Seine, dove ha sede il consiglio generale e dove si trova il centro di allenamento di Antony.
Ha sede a Le Plessis-Robinson nel dipartimento Hauts-de-Seine; il club ha giocato nello Stadio olimpico Yves-du-Manoir di Colombes ed ora gioca a Nanterre nella "Paris La Défense Arena".

## Storia
Il Racing Club venne fondato nel 1882 (rinominato Racing Club de France nel 1885) come club di atletica, uno dei primi in Francia. Negli anni si aggiunsero sezioni diverse che accoglievano anche altri sport, tra cui quella dedicata al rugby nel 1890 che divenne immediatamente una delle protagoniste del campionato francese (cui fino al 1898 erano ammesse solo le squadre parigine).
Il 20 marzo 1892 ci fu l'assegnazione del primo titolo del campionato francese, un singolo incontro vinto dal Racing per 4-3 contro lo Stade Français ed arbitrato da Pierre de Coubertin. Il trofeo vinto in quell'occasione dal Racing era il "Bouclier de Brennus", ancora oggi assegnato alla squadra vincente della Top 14, massima divisione del campionato francese.

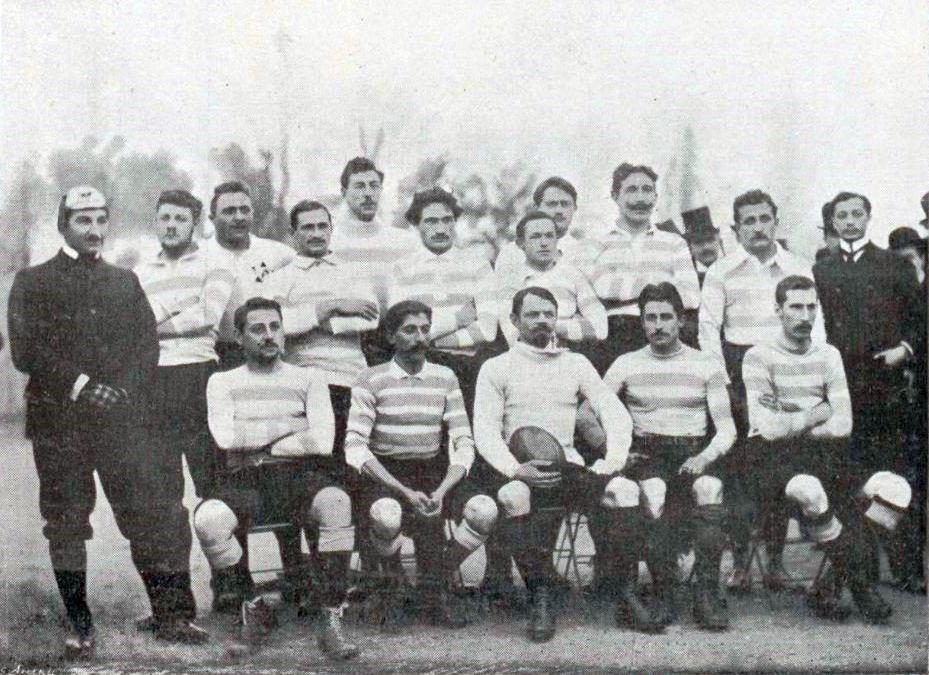
La formazione del Racing che giocò contro i London Irish FC nel 1899.

Le due squadre si scontrarono ancora l'anno successivo per il titolo, stavolta però vinto dallo Stade Français. Il Racing dovette attendere il 1898 per arrivare ad una nuova finale, stavolta però disputata in un girone a 6 squadre, ancora vinta dallo Stade Français con 10 punti, secondo il Racing con 6. Dopo l'apertura alle squadre non parigine l'anno seguente, il Racing approdò in finale di campionato nel 1900 e 1902, vincendo contro lo Stade Bordelais in entrambi i casi. Per la finale successiva si dovette attendere 10 anni, quando nel 1912 venne sconfitto per 8-6 dal Toulouse a Tolosa.
A causa della prima guerra mondiale, il campionato venne sostituito da una competizione chiamata Coupe de l'Espérance che il Racing Club vinse nel 1918.
Il campionato regolare riprese nel 1920 con il Racing che approda in finale perdendo 8-3 contro lo Stadoceste Tarbais, squadra pirenaica.
Da allora il Racing Club non riuscì a vincere alcun campionato per parecchi anni ed arrivò nuovamente in finale solamente nel 1950, perdendo tuttavia contro il Castres Olympique, e in seguito nel 1957, sconfitto ancora una volta dal FC Lourdes. Nel 1952 riuscì ad arrivare in finale nella Coppa di Francia, perdendo tuttavia contro il Pau. La prima vittoria del dopoguerra arrivò nel 1959, sconfiggendo in finale lo Stade Montois.
Seguì un altro lungo periodo senza alcun titolo di rilievo fino al 1987 quando il Racing Club arrivò nuovamente in finale, perdendo tuttavia contro il Tolone al Parco dei Principi. Tre stagioni (nel 1990) dopo arrivò il secondo titolo dopoguerra, vinto in finale contro l'Agen.
Negli anni seguenti tuttavia il Racing Club iniziò un periodo di declino che portò la squadra alla retrocessione in seconda divisione alla fine della stagione 1995-96, risalendo nella Top 14 nel 1998, solo per retrocedere nuovamente nel 2000.
Nel 2001 la sezione rugby del Racing Club si separò del resto dell'associazione sportiva per fondersi con la sezione rugby della Polisportiva US Métro, il gruppo sportivo dei lavoratori del trasporto pubblico parigino, dando quindi vita al Racing Metro 92. I due gruppi hanno comunque tenuto separate le rispettive sezioni amatoriali degli altri sport.
Nel 2006 Jacky Lorenzetti (uomo d'affari francese, fondatore del gruppo immobiliare Foncia) divenne presidente del Racing metro con l'obiettivo di portare il club di nuovo nella Top 14 entro due anni ed in Heineken Cup entro il 2011. La stagione 2007-08 si aprì con una campagna acquisti eccezionale per una squadra della Pro D2: come allenatore venne chiamato l'ex ct della nazionale italiana e francese Pierre Berbizier e giocatori di rilevanza internazionale tra cui gli italiani Carlo Festuccia ed Andrea Lo Cicero. Nel corso della stagione 2008-09, anche in vista della promozione che si delineava molto probabile, si unirono al Racing Metro anche il nazionale inglese Dan Scarbrough e gli italiani Santiago Dellapè ed Andrea Masi. Dopo aver raggiunto la promozione e per prepararsi alla prima stagione in Top 14, la campagna acquisti proseguì con i francesi Lionel Nallet e Sébastien Chabal oltre al campione del mondo con il Sudafrica François Steyn. Dopo un inizio di stagione difficile, il Racing Metro finì sesto il suo primo campionato in Top 14, giocando quindi i playoff e qualificandosi in Heineken Cup.
Per la stagione 2010-2011 il Racing ebbe come obbiettivo continuare sulla strada della stagione precedente e per raggiungere tale scopo si affidò all'arrivo di nuovi giocatori, in particolare, del nazionale francese Benjamin Fall così come dell'apertura argentina Juan Martín Hernández. Il Racing terminò secondo alla fine della stagione regolare qualificandosi così direttamente per la semifinale del campionato Francese e dell'Heineken Cup.
Per la stagione 2013-2014, il club annunciò  l'arrivo di 14 giocatori tra i quali il miglior giocatore del Torneo Sei Nazioni 2012, la terza linea Dan Lydiate, il trequarti centro emblema dei Cardiff Blues Jamie Roberts e il mediano di apertura del Leinster Jonathan Sexton. Questi arrivi furono in corrispondenza di altrettante partenze tra cui giocatori presenti nella Pro D2: Sireli Bobo, Santiago Dellapè, Alvaro Galindo, Johnny Leo'o, Andrea Lo Cicero, Mika Tuugahala.
Il 10 giugno 2015, il Racing Métro 92 si separò giuridicamente dall' US Métro dopo quattordici stagioni in unione, rinominandosi Racing 92
Il 24 giugno 2016, 26 anni dopo la precedente finale, al termine di un incontro durante il quale la squadra giocò in quattordici per più di 60 minuti, il Racing 92 si impose sul RC Toulon con il punteggio di 21 a 29 in occasione della finale del campionato Francese disputatasi al Camp Nou di Barcellona davanti a 99 124 spettatori (record mondiale di spettatori ad un match di rugby tra clubs).
Il Racing Club nel corso della sua storia ha fornito oltre 76 giocatori alla nazionale francese (secondo solo allo Stade Toulousain).

## Colori e simboli

### Logo
Il logo porta i colori celeste e bianco (le ciel et le blanc), e la scritta « Depuis 1882 », anno di nascita del club.

### Colori e spirito
Nella Francia della fine del XIX secolo, l'organizzazione dello sport "inglese", attraverso i club, è in primo luogo una questione di ricchi borghesi e aristocratici. Il Racing non fa eccezione alla regola. Immerso nel cuore del Bois de Boulogne, nella zona di Croix-Catelan. Il successo del rugby è immediato, con i membri del club, dalle classi superiori, soprattutto aristocratica (quattro nobili nella prima finale del Racing), per i quali lo sport in generale e in particolare il rugby, ha in sé le virtù sviluppate nella loro associazioni sportive dagli inglesi, che ammiriamo l'insistenza sulla unione di corpo e mente ( "una mente sana in un corpo sano").
L'altra dimensione dello "spirito Racing" è il suo impegno per i valori più puri sport, agonismo, nobiltà d'impegno, rispetto per l'avversario e dilettantismo. Ansioso di mantenere lo spirito del gioco, il Racing Club di Francia sta investendo in questo modo dalla fine del 1920. Campione dello spirito amatoriale, ha lanciato il "Challenge Yves du Manoir" per soddisfare questo ideale. Yves du Manoir simboleggiava il lato romantico del rugby, il suo divertimento e la dimensione libera, quella del gioco per il gioco. Per promuovere ulteriormente il gioco, le regole proibivano i calci di punizione. Paradossalmente, il Racing non vincerà mai il "suo" Challenge.
Più di recente, questo spirito è stato risvegliato, in una forma diversa, nel 1980, grazie alla più recente generazione sportiva del Racing. Desiderosi di far parlare di sé stessi e del loro club, i giocatori sapevano che i risultati erano essenziali, ma che per avere successo a Parigi, dove gli atleti vivono in completo anonimato, dovevano attirare i riflettori dei media. Questi, composti da personalità forte e originale, hanno incrementato questa rivoluzione, mescolando sport, umorismo, provocazione, cameratismo e autoironia. In questa ottica di show-business hanno deciso di scuotere il rugby francese con una serie di azioni spettacolari. Hanno giocato con il basco a Bayonne, in omaggio alla tradizione del club basco, anche se questa cosa è stata presa come una provocazione da parte di parte del pubblico. Hanno anche giocato interamente truccati di nero, cosicché uno dei loro compagni di squadra, nero, si sentisse più in minoranza. Hanno indossato parrucche, hanno tinto i capelli di giallo, in pantaloni bianchi e col papillon rosa etc. Hanno registrato anche un disco.
Tuttavia, il loro marchio di fabbrica rimane il famoso papillon rosa. Nella finale del campionato 1987, hanno deciso di giocare con un farfallino rosa al collo, un simbolo di eleganza e di derisione, con un colore non virile. Jean-Baptiste Lafond ha donato una copia del papillon al presidente, François Mitterrand, nel corso della presentazione delle squadre sul prato dei Parc des Princes. Hanno fatto sensazione, ma sono stati sconfitti. Tre anni più tardi, si ripeterono, alzando la provocazione, hanno fatto portare champagne sul prato durante il primo tempo. Questo non ha impedito loro di vincere, dopo i tempi supplementari, contro Agen . Questo papillon ha dato vita nel 1988 al marchio Eden Park. Il marchio ha molti negozi in Francia e all'estero (più di 200 punti vendita, tra cui Cardiff o Richmond upon Thames, dove il marchio ha aderito al club londinese Harlequins).
Tutto questo ha fatto del Racing il sinonimo di eccentricità in un ambiente molto conservatore, anche se vi è stato un cambiamento di politica dopo la gestione di Jacky Lorenzetti, ed è stato criticato da molti professionisti per aver dato una versione poco seria del loro sport. Tuttavia, nulla sarebbe stato tollerato se i risultati non ci fossero stati. 

## Stadio
Il Racing ha giocato nello Stade olympique Yves-du-Manoir dal 1907 al 2017. Vista l'impossibilità di rinnovare lo stadio, Jacky Lorenzetti decise di lasciare Colombes per la Paris La Défense Arena, a Nanterre nei pressi dell'Arco de La Défense, da cui prende il nome. Lo stadio è stato inaugurato nell'ottobre 2017 ed ha una capacità di 32.000 posti.

## Allenatori e presidenti
- 1890-1987  ...
- 1987-1988  Christophe Mombet
- 1988-1989  Robert Paparemborde
- 1989-1992  Christian Lanta
- 1992-19xx  Valeriu Irimescu
- 1995-1996  Bob Dwyer
- 1996-1998  Christophe Mombet
- 1998-1999  Didier Nourault
- 1999-2000  Jacques Fouroux
- 2000-2001  Yves Ajac
- 2001-2002  Vincent Moscato
- 2002-2003  Alain Gaillard
- 2003-2004  Christophe Mombet
 Pierre Arthapignet
- 2004-2005  Frédéric Barthe
- 2006-2007  Philippe Benetton
- 2007-2012  Pierre Berbizier
- 2012-2013  Gonzalo Quesada
- 2013-2019  Laurent Travers e  Laurent Labit
- 2019-  Laurent Travers

- 1890-1997  ...
- 1997-1999  Gérald Martinez
- 2000-2006  Éric Blanc
- 2006-  Jacky Lorenzetti

## Giocatori rappresentativi
Il Racing Club di Francia ha fornito 76 giocatori per la squadra di Francia di rugby, dodici capitani cui Michel Crauste, Francois Moncla, Jean-Pierre Rives, Jean-François Gourdon, Gerald Martinez, Robert Paparemborde, Franck Mesnel, Jean-Baptiste Lafond, Saverio Biondi, Laurent Cabannes, Sebastien Chabal e Lionel Nallet. Tre Racingmen hanno partecipato alla prima partita ufficiale del XV della Francia contro la Nuova Zelanda nel 1906.

## Palmarès
- Campionati francesi: 6
1892, 1899-1900, 1901-02, 1958-59, 1989-90, 2015-16
- Coupe de l'Espérance:
1918